# 허쯔전
허쯔전(賀子珍, 1910년 9월 20일~1984년 4월 19일)은 1979년부터 1984년까지 중국공산당 전국인민정치협상회의 전국위원을 지낸 중공 여성 정치인이며 마오쩌둥의 3번째 부인이기도 하다. 하카계 출신이다.
1928년 마오쩌둥과 처음 만나 그의 측실이다시피 동거하다가 1930년 마오쩌둥과 정식 결혼하였고 그와의 사이에서 3남 3녀를 얻었으나 1938년 1월 8일에 마오쩌둥의 불륜으로 이혼하였다. 그 후 중화항일인민대학교를 나온 후 소련에 유학하였고 학업을 마친 후에도 소련에 계속 머물러 있다가 1954년 중화인민공화국에 귀국하였으며 1959년 7월경에 중국 장시성 주장 루 산을 유람하던 중 장칭(江靑)과 4번째 결혼한지도 20년차였고 중화인민공화국 국가원수 직위에서도 물러난지도 3개월차였던 前 부군 마오쩌둥을 재회하여 같은 해 1959년 8월까지 마오쩌둥과 함께 남은 앙금과 회포를 풀었다. 이후 그녀는 야인으로 지내다가 1976년 마오쩌둥이 향년 83세로 서거한지도 3년 후인 1979년 6월에 중국공산당 전국인민정치협상회의 전국위원으로 임명되었고 1984년 4월 19일 75세로 서거(병사)할 때까지 재직하였다.

## 학력
- 1944년 중화민국 산시 성 옌안 중화인민항일군사정치대학교 학사
- 1947년 소련 모스크바 중산 대학교 대학원 정치학과 정치학 석사
- 1949년 소련 모스크바 동방노력자공산대학교 대학원 산업공학과 공학석사